# Neoascarophis macrouri
Neoascarophis macrouri is een rondwormensoort uit de familie van de Cystidicolidae. De wetenschappelijke naam van de soort is voor het eerst geldig gepubliceerd in 2006 door Moravec, Klimpel & Kara.